# Ning'an
Ning'an, tidigare känt som Ningguta, är en stad på häradsnivå, som lyder under Mudanjiangs stad på prefekturnivå i Heilongjiang-provinsen i nordöstra Kina. Den ligger omkring 280 kilometer sydost om provinshuvudstaden Harbin.
Ning'an var före 1993 ett härad. Ur detta utskiljdes 1986 en stad på häradsnivå med namnet Jingpohu (Jingpohu Shi) med namn efter sjön Jingpo Hu. Då staden Jingpohu saknas i dagens administrativa indelning, och då sjön ligger centralt i dagens Ning'an, kan man att staden Jingpohu vid någon tidpunkt återinlemmats i Ning'an. 
Staden hette tidigare Ningguta på manchuiska, vilket betyder "sex" och syftar på jurchen-hövdingen Möngke Temürs sex sonsöner. Staden var en av de viktigaste städerna i Manchuriet under den tidiga Qingdynastin och var en viktig garnisonsstad för de Åtta fänikorna.[källa behövs]